# Josef Maria Plöchl
Josef Maria Plöchl  (* 12. Februar 1900 in Wien; † 7. Oktober 1944 in Blankenese) war ein österreichischer Chemiker und Ingenieur.
Josef Maria Plöchl wuchs als Sohn des Regierungsrats und Leiters der Lehrerbildungsanstalt Josef Plöchl (1861–1925) auf. Er war später (nach 1938) Gastprofessor an der Universität Königsberg und in Allenstein am deutschen Raketenprogramm beteiligt.
Er wurde am 12. August 1944 vom Feldgericht der 5. Jagddivision wegen Wehrkraftzersetzung zum Tode verurteilt und am 7. Oktober 1944 in Hamburg-Blankenese als Widerstandskämpfer gegen den Nationalsozialismus hingerichtet.
Der Jurist Willibald Maria Plöchl (1907–1984) war sein Bruder. Sein Neffe Gerhardt Plöchl ist Autor des Buchs „Willibald Plöchl und Otto Habsburg in den USA. – Ringen um Österreichs ’Exilregierung’ 1941/42“.